# ROKS Go Jun Bong
Le ROKS Go Jun Bong (LST-681) est un navire de débarquement de chars de la marine de la république de Corée, le navire de tête de la classe Go Jun Bong.

## Carrière
Le ROKS Go Jun Bong (LST-681) a été construit par Hanjin Heavy Industries à Busan, lancé en 1991 et mis en service en 1994.
Le 23 avril 2021, 33 cas de Covid-19 ont été signalés à bord du Go Jun Bong,